# Siergiej Litwinow
Siergiej Nikołajewicz Litwinow (ros. Сергей Николаевич Литвинов, ur. 23 stycznia 1958 w Cukerowej Bałce w Kraju Krasnodarskim; zm. 19 lutego 2018 w Soczi) – radziecki lekkoatleta, młociarz, mistrz olimpijski, dwukrotny mistrz świata.

## Osiągnięcia
- srebro Igrzysk olimpijskich (Moskwa 1980)
- brąz podczas Mistrzostw Europy w Lekkoatletyce (Ateny 1982)
- złoty medal Mistrzostw Świata (Helsinki 1983)
- srebro na Mistrzostwach Europy (Stuttgart 1986)
- złoty medal Mistrzostw Świata (Rzym 1987)
- złoto Igrzysk olimpijskich (Seul 1988) uzyskany podczas tych zawodów rezultat – 84,80 m jest aktualnym rekordem olimpijskim
- trzykrotne ustanowienie rekordu świata
- 4-krotnie uzyskanie najlepszego wyniku w danym roku na świecie (1979, 1982, 1983 oraz 1987)

Warto dodać, że Litwinow nie mógł wystartować na Igrzyskach olimpijskich w Los Angeles (1984), ponieważ zostały one zbojkotowane przez państwa dawnego bloku komunistycznego. Na zawodach Przyjaźń-84 zajął 3. miejsce.
Był mistrzem ZSRR w 1979 i 1983 oraz Rosji w 1993.
Pochowany na Cmentarzu Trojekurowskim w Moskwie.

## Rekordy życiowe
- Rzut młotem – 86,04 m (1986) 2. rezultat w historii światowej lekkoatletyki